# 731
731 (DCCXXXI) var ett normalår som började en måndag i den julianska kalendern.

## Händelser

### Mars
- 18 mars – Sedan Gregorius II har avlidit den 11 februari väljs Gregorius III till påve. Han blir den siste påven vars val bekräftas av den bysantinske kejsaren.

## Okänt datum
- Beda venerabilis utger Historia ecclesiastica gentis Anglorum

## Födda
- Ōtomo no Otomaro, japansk general.

## Avlidna
- 11 februari – Gregorius II, påve sedan 715.